# 1782 au Canada
Pour un article plus général, voir Chronologie du Canada.
Cet article traite des événements qui se sont produits durant l'année 1782 au Canada.

## Événements

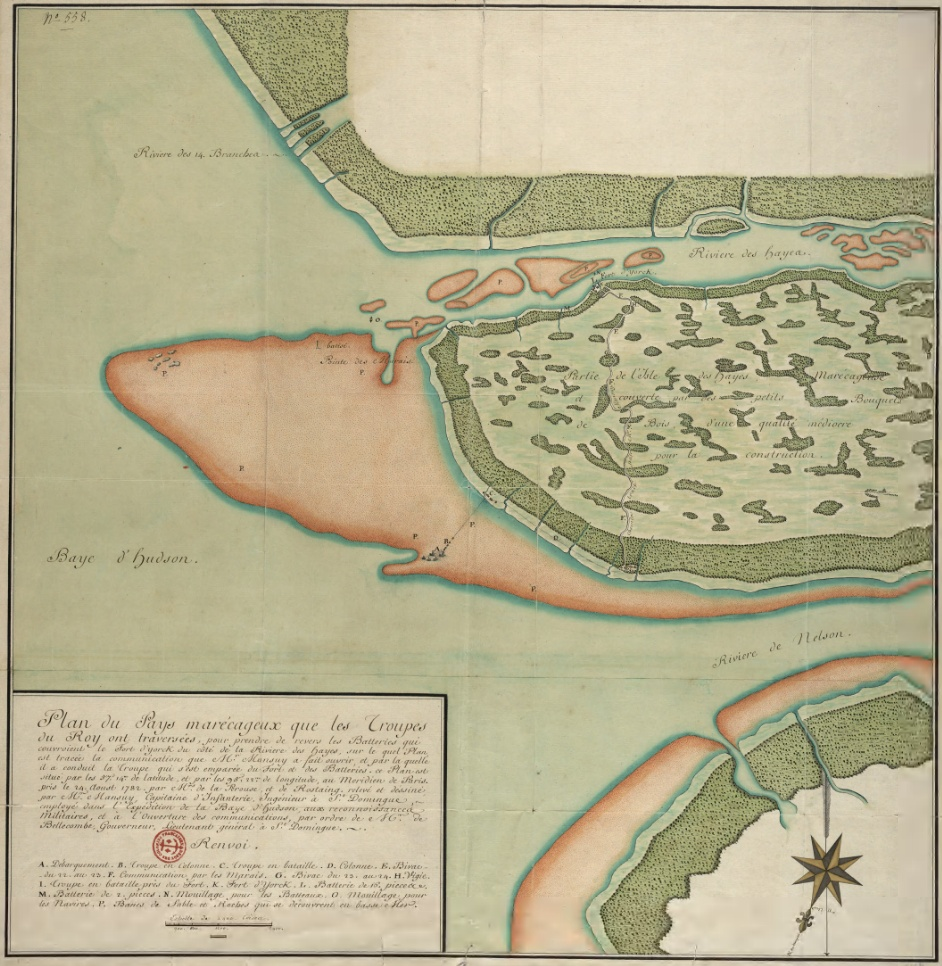
York Factory en 1782

- 3 mai : récit ou légende du Maymaygwashi près du Lac Supérieur.
- 28 mai : bataille navale au large d'Halifax (en). Un navire anglais capture un navire corsaire américain.
- 1er juillet : raid sur Lunenberg (en). Des corsaires américains ramènent trois prisonniers.
- Jean-François de La Pérouse conduit l'expédition de la baie d'Hudson et s'empare du fort Prince-de-Galles et du fort de York Factory.
- John Campbell devient gouverneur de Terre-Neuve.
- Novembre : début des négociations pour mettre fin à la guerre d'indépendance des États-Unis

## Naissances
- 19 janvier : Michel Bibaud, historien et journaliste.
- 12 décembre : Marie-Victoire Baudry, religieuse.

## Décès

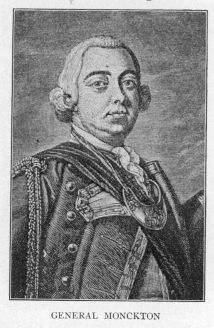
Robert Monckton

- 9 mars : François-Gabriel d’Angeac, militaire.
- 11 avril : Jean-Baptiste de la Brosse, prêtre missionnaire chez les abénakis et innus.
- 21 mai : Robert Monckton, officier et administrateur colonial.
- 21 août : Michel-Jean-Hugues Péan, administrateur de la Nouvelle-France.
- 8 novembre : Michael Francklin, lieutenant-gouverneur le la Nouvelle-Écosse.
- Matonabbee, agent amérindien.